# Gilpinia pallida
Gilpinia pallida är en stekelart som först beskrevs av Johann Christoph Friedrich Klug 1812.  Gilpinia pallida ingår i släktet Gilpinia, och familjen barrsteklar. Arten har ej påträffats i Sverige.